# ナスル第4号作戦
ナスル第4号作戦（ナスルだいよんごうさくせん）は、イラン・イラク戦争中、北部戦線で展開されたイラン軍とクルド人武装勢力による攻勢作戦である。

## 概要
イラン軍は南部戦線において、カルバラ第5号作戦の主攻撃目標であるバスラまで残り10kmまで接近したものの、イラク軍の反撃により撃滅破砕され攻撃は頓挫した。このような状況の中で全戦線においてもっとも有利に作戦できるのは山岳地帯が主体である北部戦線であった。カルバラ第10号作戦においてクルド人民兵ペシュメルガの支援の下、イラン軍は遂に北部イラクの要衝であるキルクークを脅威する位置を確保することに成功した。

## 戦闘
イラン軍はキルクーク油田の奪取を目標に、ナスル第4号作戦を決行した。キルクーク一帯は平野部でありイラク軍も優良装備を保有する機械化部隊で構成され、軽装備主体のイラン軍とクルド人武装勢力ではキルクークの占領は困難であることは明白であった。しかし、シーラーズィー大佐指揮下の国軍とイスラム革命防衛隊、そしてクルド愛国同盟は人海戦術を持ってこれにあたった。激戦の末、作戦発起位置から140kmの侵攻に成功し、遂にイラン軍はキルクークを占領した。

## その後
南部戦線においては膠着状態が続き、両軍はペルシャ湾におけるタンカー攻撃等に重点を置いていた。また、キルクーク失陥を憂慮したサッダーム・フセインはクルド人に対し脅威を覚え、クルド人に対する化学兵器を用いた虐殺行為を実行するにいたった。